# 8524 Paoloruffini
8524 Paoloruffini eller 1992 RJ3 är en asteroid i huvudbältet som upptäcktes den 2 september 1992 av den belgiske astronomen Eric W. Elst vid CERGA-observatoriet. Den är uppkallad efter den italienska läkaren och matematikern Paolo Ruffini.